# Voleurs de chevaux
 (juin 2014).
Si vous disposez d'ouvrages ou d'articles de référence ou si vous connaissez des sites web de qualité traitant du thème abordé ici, merci de compléter l'article en donnant les références utiles à sa vérifiabilité et en les liant à la section « Notes et références ».
Pour plus de détails, voir Fiche technique et Distribution.
Voleurs de chevaux est un film belge scénarisé et réalisé par Micha Wald et sorti en 2007.

## Synopsis
En 1810, quelque part dans l'Europe de l'Est, Jakub (Adrien Jolivet), 19 ans, et son frère Vladimir (Grégoire Leprince-Ringuet), 18 ans, viennent de s'engager chez les Cosaques. Vladimir est faible, se fait battre et violer. Jakub voulant laver l'honneur de son frère, se bat. Ils se font dérober leurs chevaux. Au cours de cette attaque Jakub perd son frère, tué par un des voleurs de chevaux. Jakub est chassé de la troupe de Cosaques pour s'être fait voler son cheval.
Elias (François-René Dupont), 17 ans, et Roman (Grégoire Colin), 30 ans, sont deux frères qui vivent dans les bois et volent des chevaux, dont ceux de Jakub et Vladimir. Roman tue ce dernier. Jakub est déterminé, il veut retrouver sa monture et venger la mort de son frère.

## Fiche technique
- Réalisation : Micha Wald
- Scénario : Micha Wald
- Musique : Jef Mercelis
  - Musiques additionnelles : Stephan Micus et Jóhann Jóhannsson
- Photographie : Jean-Paul de Zaeytijd
- Montage : Susana Rossberg
- Montage son : Claude Beaugrand
- Mixage : Luc Boudrias
- Décors : André Fonsny
- Costumes : Nadia Chmilewski
- Ingénieur du son : Véronique Gabillaud
- Production : Jean-Michel Rey et Philippe Liégeois
  - Production déléguée : Jacques-Henri Bronckart
- Société de production : Versus Production (Belgique), en coproduction avec RTBF (Belgique), Forum Films (France), Rezo Films (France)
- Société de distribution : Rezo Films (France)
- Pays de production :  Belgique,  France,  Canada
- Langue originale : français

## Distribution
- Adrien Jolivet : Jakub
- Grégoire Colin : Roman
- François-René Dupont : Elias
- Grégoire Leprince-Ringuet : Vladimir
- Igor Skreblin : Fentik
- Mylène St-Sauveur : Virina
- Corentin Lobet : Grigori
- Benoît Randaxhe : Maska
- Morgan Marinne : Piotr
- Jacques Urbanska : Le lieutenant Mikhail
- Nicolas Buysse : le cosaque au tambour
- Michel Martin : le commandant cosaque
- Amaury Smetz : Elias jeune
- Jérémy Choda : Roman jeune
- Jean-Luc Couchard : le garde-frontière
- Thomas Coumans : Anton
- Thomas Salsmann : Aliosha
- Antonin Salsmann : Andrasz
- Vincent Maratier : le prêtre orthodoxe

## Production

### Financement
Ce film a été subventionné par le Centre du Cinéma et de l'Audiovisuel de la Communauté Wallonie-Bruxelles, à hauteur de 425 000 euros (un quart de l'apport belge). Selon l'Agence Belga, Wallimage et la RTBF ont aussi financé ce film.

### Tournage
L'action du film se situe vers 1810, « quelque part à l'Est », apprend-on au début du film, sans plus de précision. Le cinéaste justifie ce choix : « Pendant la préparation du film, j'ai rencontré un bataillon de Russes blancs qui avait émigré à Paris et qui se transmettait, de génération en génération, l'histoire des Cosaques. Des ethnies utilisées par les Tsars de Russie pour protéger leurs frontières : voilà pour la véracité historique. Mais en aucun cas je ne voulais faire un film historique ou folklorique. On n'en avait pas les moyens et cela ne m'intéressait pas. J'ai voulu mettre en scène l'Est qui m'animait, qui me fascine et me terrifie à la fois. La plupart de mes projets se déroulent en Ukraine et en Pologne, là où se situe le berceau de ma culture. Les Juifs ashkénazes se sont établis en Europe de l'Est dès le XVe siècle, et mes grands-parents viennent de cette région. Si je n'ai pas été élevé là-bas, les histoires et les contes que l'on m'a transmis m'ont toujours fasciné. »[réf. nécessaire]
Micha Wald précise ses intentions : « C'est l'histoire d'une relation humaine universelle, celle qui unit deux "couples" de frères — Jakub et Vladimir, Roman et Elias — dans un monde beau et sauvage à la fois. Celle de quatre hommes qui luttent pour leur survie et qui vont se croiser et s'entredéchirer. Une histoire de vengeance, de trahison et d'amour fraternel. Mes personnages sont proches de ceux de certains films de Kurosawa, où d'anciens samouraïs déchus, des vagabonds, des gens en marge se battent pour leur dignité. Une dignité que la mise en scène, volontairement sobre, va mettre en évidence. »[réf. nécessaire]

## Exploitation
Voleurs de chevaux a été présenté au Festival de Cannes 2007, dans le cadre de la Semaine Internationale de la Critique le 19 mai 2007 et est sorti en Belgique le 22 août de la même année.